# Гштадт-ам-Кимзе
Гштадт-ам-Кимзе (нем. Gstadt am Chiemsee) — община в Германии, в земле Бавария, на берегу озера Кимзе.
Подчиняется административному округу Верхняя Бавария. Входит в состав района Розенхайм. Подчиняется управлению Брайтбрун. Население составляет 1369 человек (на 31 декабря 2010 года). Занимает площадь 10,70 км².